# Ryan Koolwijk
Ryan Koolwijk (* 8. August 1985 in Rotterdam, Südholland) ist ein niederländisch-surinamischer Fußballspieler.

## Verein
Koolwijk lernte das Fußballspielen bei der vv Lekkerkerk, ehe er in der D-Jugend in die Nachwuchsabteilung von Excelsior nach Rotterdam wechselte. Hier durchlief er die weiteren Jugendjahre und wurde schließlich in den Kader der zweiten Mannschaft Jong Excelsior aufgenommen. Erst mit bereits 22 Jahren kam er als Amateur unter Trainer Ton Lokhoff in der Saison 2007/08 am 30. Dezember 2007 gegen Roda JC zu seinem Debüt in der Eredivisie. In der Rückrunde kam er zu weiteren sechs Einsätzen in der höchsten Spielklasse. Seine Leistungen machten unter anderem den FC Twente auf ihn aufmerksam, doch als Excelsior ihm einen Dreijahresvertrag anbot, unterzeichnete er diesen im Mai 2008. Der technisch versierte Mittelfeldspieler, der insbesondere für seine mit Effet gespielten Pässe und „Bogenflanken“ bekannt ist, wurde nach dem Abstieg Excelsiors in der Eerste Divisie Stammspieler. Er avancierte zum Mannschaftskapitän der Rotterdamer und trug in der Saison 2009/10 erheblich zum Wiederaufstieg bei, nicht nur mit seinen sechs Toren in 37 Spielen. In der Spielzeit 2010/11 konnte er seine Führungsposition im Team auch in der Eredivisie behaupten und war einer der Garanten dafür, dass Excelsior die Klasse halten konnte. Zur Saison 2011/12 folgte Koolwijk seinem Trainer Alex Pastoor zum Ligakonkurrenten NEC Nijmegen. Als Mannschaftskapitän Ramon Zomer Mitte August 2011 zum SC Heerenveen wechselte, wurde Koolwijk zu seinem Nachfolger bestimmt.

## Nationalmannschaft
Als 35-Jähriger debütierte Koolwijk am 5. Juni 2021 für die surinamische A-Nationalmannschaft in der WM-Qualifikation gegen die Bermudas. Beim 6:0-Heimsieg kam der Abwehrspieler über 90 Minuten zum Einsatz. Im gleichen Monat nahm er mit der Auswahl am CONCACAF Gold Cup in den USA teil und spielte dort in allen drei Vorrundenpartien.

## Erfolge
- Slowakischer Meister: 2015, 2016
- Slowakischer Pokalsieger: 2015, 2016